# Thomas Cook Group
Thomas Cook Group plc – biuro podróży założone przez Thomasa Cooka w Leicestershire, działające w latach 1841–2019. Było jednym z najstarszych i największych na świecie biur podróży.

## Historia
Założyciel przedsiębiorstwa, Thomas Cook, pierwszą wycieczkę zorganizował w 1841 roku do pobliskiego miasta Loughborough, gdzie odbywało się spotkanie walczących z nałogiem alkoholików, natomiast pierwsze przedsięwzięcie przynoszące zysk, Cook zorganizował w 1845 roku – była to podróż do Liverpoolu. 10 lat później, w 1855, roku firma Thomasa Cooka zaoferowała klientom podróż zagraniczną w Europie, której ostatecznym celem miał być Paryż, gdzie odbywała się wystawa światowa. Przedsiębiorstwo organizowało podróż, nocleg oraz wyżywienie.
W roku 1865 Thomas Cook otworzył swój pierwszy sklep w Londynie. Lata 60. XIX wieku to również czas, kiedy oferta firmy rozszerzyła się na podróże pozaeuropejskie – do Stanów Zjednoczonych, a potem też Egiptu i Palestyny.
W 1871 spółka zmienia nazwę na Thomas Cook & Son, z czasem nazwa ewoluowała do Thos Cook & Son.
Thomas Cook & Son zorganizowało pierwszą w historii komercyjną podróż dookoła świata, odbywającą się w latach 1872–1873.
Thomas Cook zmarł w 1892, a jego syn, John Mason Cook w 1899 r. Przedsiębiorstwo stało się własnością synów Johna Masona: Franka, Ernesta i Thomasa. Za ich czasów przedsiębiorstwo zorganizowało po raz pierwszy podróż wzdłuż Afryki, obejmującą safari i pierwszą podróż samolotową – do Nowego Jorku. W 1928 Frank i Ernest Cook sprzedali przedsiębiorstwo Compagnie Internationale des Wagons-Lits. W 1948 firma stała się własnością Wielkiej Brytanii, a w 1972 została sprywatyzowana.
W latach 80. powstało słynne hasło reklamowe firmy: „Don’t Just Book It, Thomas Cook It!”.
Spółka ogłosiła upadłość rano 23 września 2019 roku. Upadłością zostały objęte także wszystkie spółki, których była właścicielem, m.in. linie lotnicze Thomas Cook Airlines UK, Thomas Cook Airlines Balearics, Thomas Cook Airlines Scandinavia, Thomas Cook Aviation,  biura podróży Neckermann, Öger Tours, Air Marin, Bucher Reisen. Natomiast Condor Flugdienst została wyłączona z masy upadłościowej i miała być sprzedana PGL, właścicielowi PLL LOT. Do sprzedaży jednak nie doszło.
Wcześniej brytyjski rząd i inwestorzy podczas negocjacji odmówili udostępnienia funduszy dla wsparcia biura podróży. Dominic Raab, minister spraw zagranicznych Wielkiej Brytanii uzasadnił decyzję tym, że brytyjski rząd nigdy nie chronił od upadku rodzimych przedsiębiorstw, jeśli nie było to konieczne dla strategicznych interesów kraju. Ogłoszenie upadłości spowodowało organizację największej akcji repatriacyjnej w czasach pokoju w historii Wielkiej Brytanii, operacji „Matterhorn”, obejmującej 150 tysięcy brytyjskich turystów. W momencie upadku przedsiębiorstwo zatrudniało ponad 20 tysięcy pracowników na całym świecie, w tym 9 tysięcy w Wielkiej Brytanii.